# Orizari (ort)
Orizari (makedonska: Оризари) är en ort i Nordmakedonien. Den ligger i kommunen Kočani, i den östra delen av landet, 80 km öster om huvudstaden Skopje. Orizari ligger 366 meter över havet och antalet invånare är 4 292.